# Suphis minutus
Suphis minutus är en skalbaggsart som beskrevs av Régimbart 1903. Suphis minutus ingår i släktet Suphis och familjen grävdykare. Inga underarter finns listade i Catalogue of Life.